# Macrolobium bifolium
Macrolobium bifolium är en ärtväxtart som först beskrevs av Jean Baptiste Christophe Fusée Aublet, och fick sitt nu gällande namn av Christiaan Hendrik Persoon. Macrolobium bifolium ingår i släktet Macrolobium och familjen ärtväxter. Inga underarter finns listade i Catalogue of Life.